# Grotte
Pour les articles homonymes, voir Grotte (homonymie).

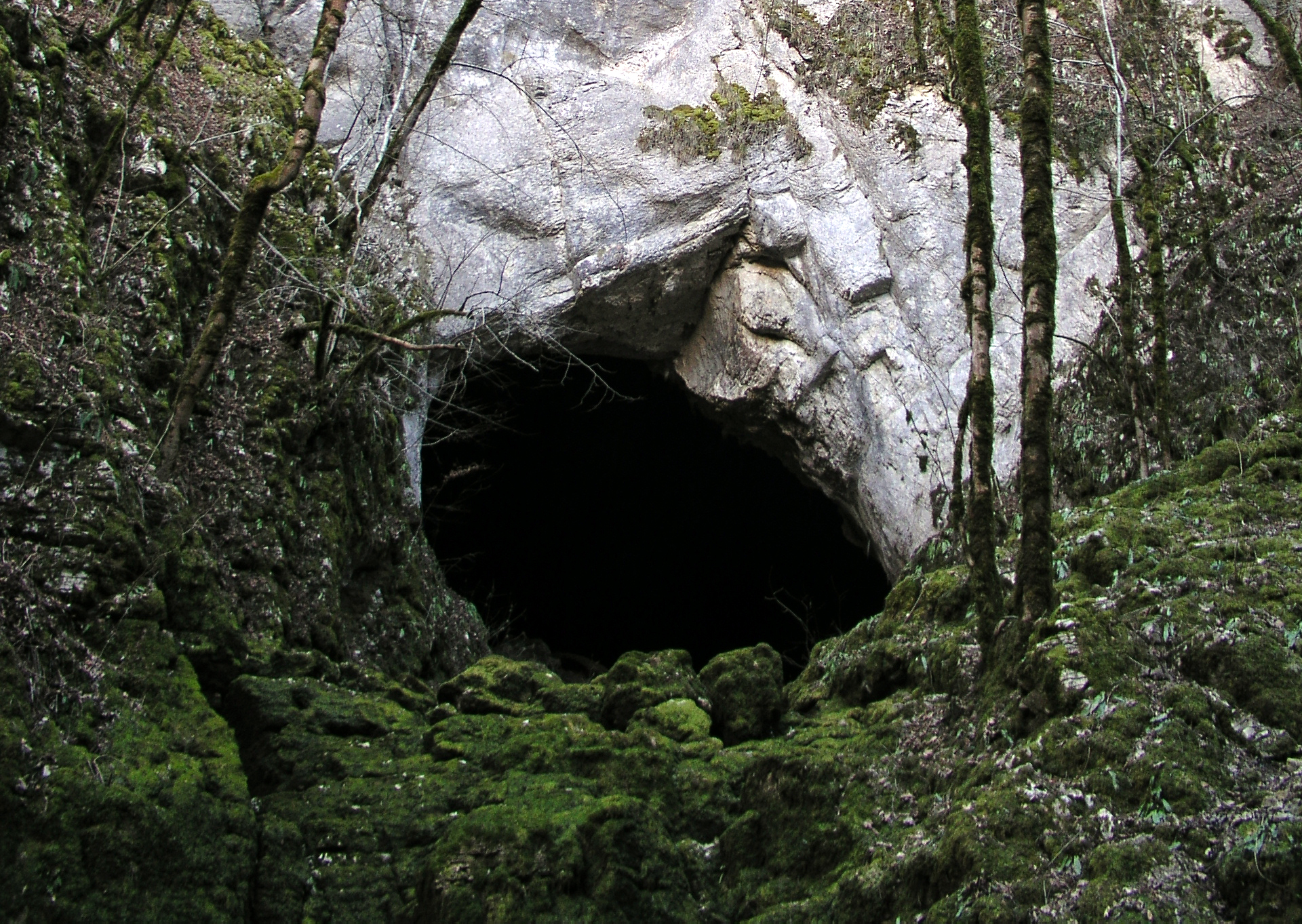
Entrée de la Baume Archée à Mouthier-Haute-Pierre, Doubs, France.

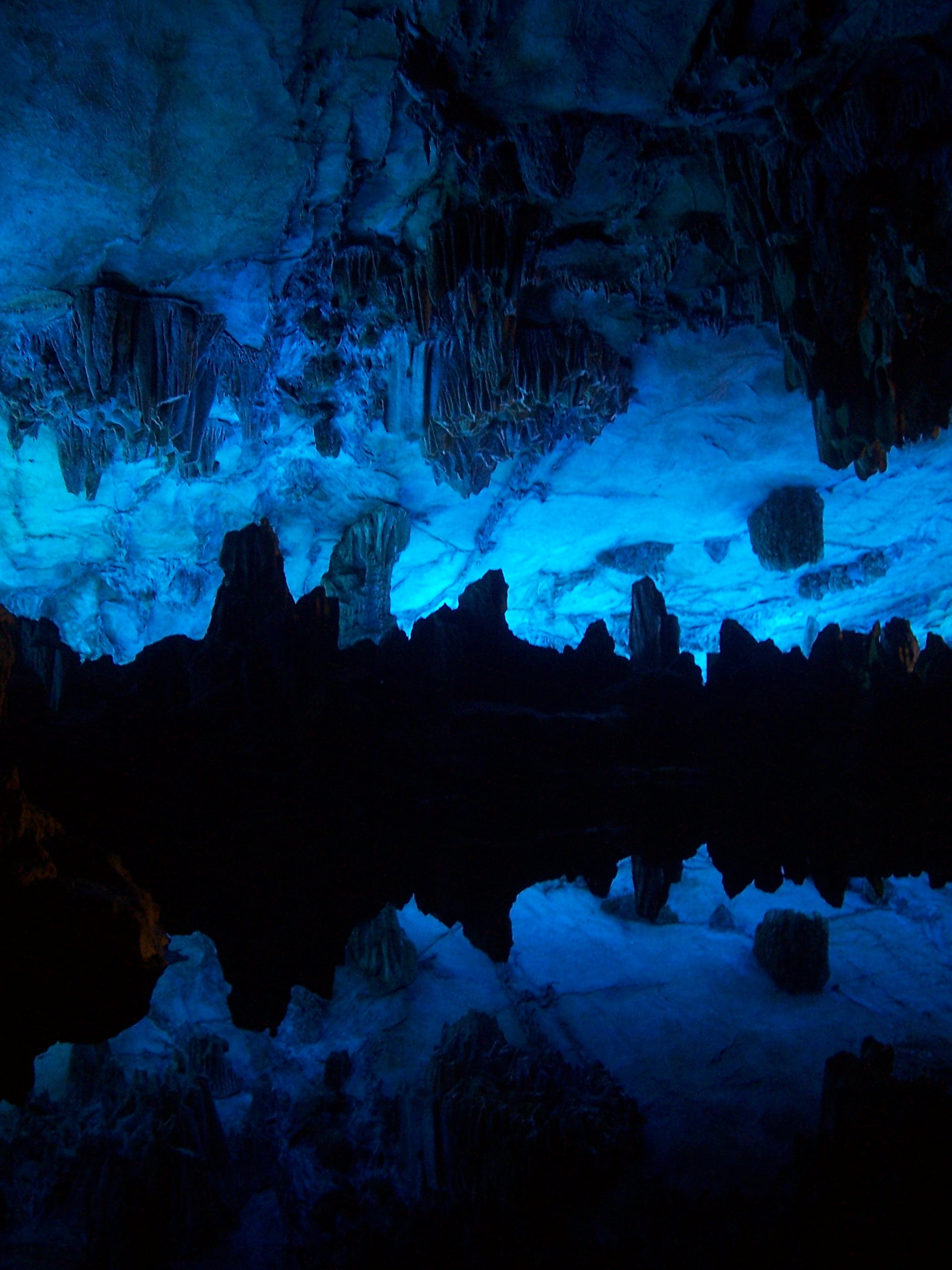
Grotte de la flûte de pan (Guilin, Chine). L'éclairage bleu se reflète sur le lac intérieur.

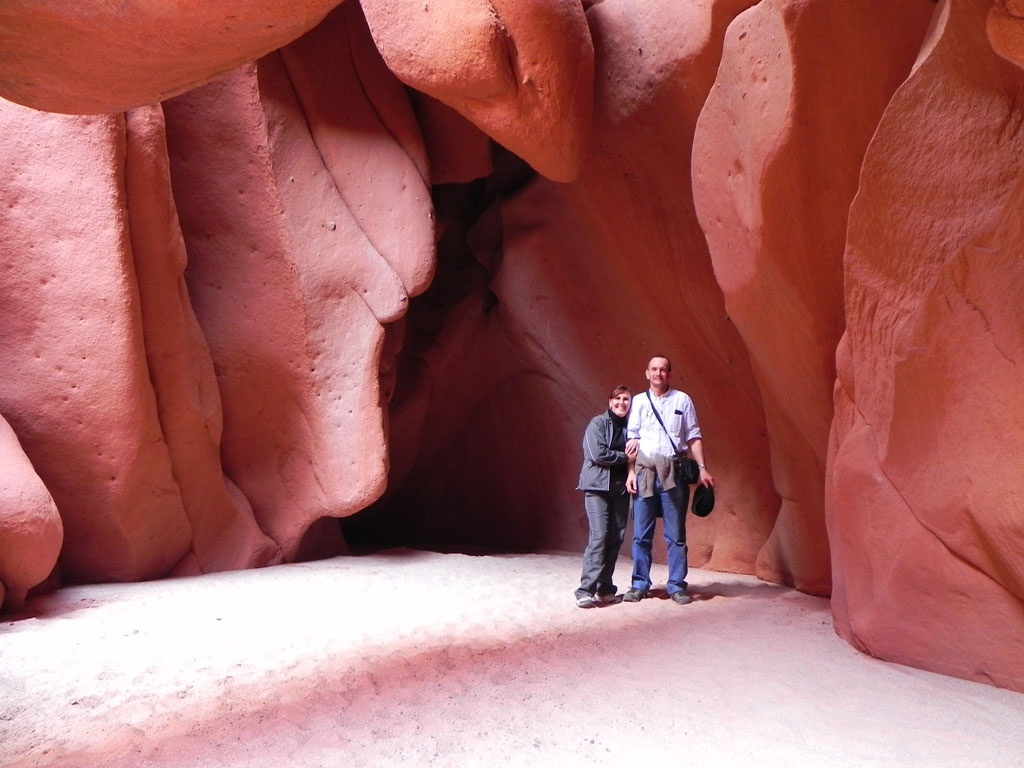
Grottes d'Acsibi, Salta (Argentine).

En géomorphologie, une grotte est une cavité souterraine naturelle comportant au moins une partie horizontale accessible ; ce qui peut la distinguer d'un aven, d'un gouffre, d'un abîme, etc.
Une grotte peut se former dans des structures minérales solubles par l'eau : principalement les roches carbonatées (cavités karstiques) ainsi que le gypse et l'anhydrite, voire le sel gemme, le grès et le quartzite, le gneiss et le granite, le basalte et certains conglomérats (cavités pseudokarstiques).
Une grotte peut servir d'abri ou d'habitat troglodytique.

## Étymologie et traductions
Le mot grotte est emprunté à l'italien grotta qui remplace en 1537 le moyen français croute, lui-même issu du latin crupta (crypta) ayant pour origine le verbe grec kruptein « cacher, couvrir ».
Les désignations correspondantes sont bârma (et les variantes plus rares bâlma, boêra, et boêre) en arpitan et balma et bauma en occitan ; ces termes sont fréquemment francisés en balme, barme, baume (comme dans le toponyme tautologique La Balme-les-Grottes, nom d'une commune de l'Isère).
À l'instar de cette dernière, le terme anglais cave à une acception plus vaste en désignant aussi des cavités verticales.

## Définitions
Selon le dictionnaire Les mots de la géographie, les grottes « [vues] surtout comme abris, refuge, n'ont pas la même connotation redoutable que les antres, gouffres et abîmes, ni la puissance de rêve des cavernes, bien qu'il s'agisse de la même chose ». La première édition du Dictionnaire de l'Académie française (1694) précise qu'une grotte peut être « naturelle ou faite par artifice ».
Selon Philippe Marchetti, journaliste au magazine Ça m'intéresse, « le mot « grotte » est réservé pour désigner des cavités naturelles, creusées par le ruissellement d’eau acide dans des terrains calcaires par exemple. Une caverne est aussi une cavité naturelle ou originellement naturelle, mais comportant une connotation liée à l’activité humaine, à une présence animale ou encore associée à un mythe ».

## Grottes et cavernes naturelles

### Géomorphologie
Une grotte est qualifiée d'active si l'infiltration des eaux s'y poursuit, contribuant ainsi à la transformation de la cavité par creusement, dépôts de sédiments et formations de spéléothèmes. Certaines grottes connectées à un réseau hydrogéologique dynamique peuvent comporter un lac souterrain.
La plupart des grottes karstiques sont épigènes (creusées par l'action des eaux météoriques), par opposition aux grottes hypogènes formées par des eaux d'origine profonde (ex. : les eaux minéralisées ou thermales).
Etudiée depuis la fin du XXe siècle, la karstogenèse dite « fantôme de roche » est une altération modérée des carbonates, avec séparation de phase. La phase soluble inclut principalement le calcium, le magnésium, le bicarbonate et la silice colloïdale. Ces composants sortent du système par la voie souterraine. Par ailleurs, la phase solide est constituée d'altérite résiduelle qui inclut une partie des carbonates moins solubles (par exemple, la calcite sparitique et la dolomie), et les composants insolubles comme les minéraux argileux, le quartz et la matière organique. 

Dans un premier temps, les masses formées par les éléments solides évoluent : leur porosité et leur fragilité mécanique augmentent. Ceci se déroule lorsque le potentiel hydrodynamique est très réduit, avec des circulations phréatiques très lentes mais chimiquement agressives. Les volumes ainsi créées peuvent être totalement circonscrits dans la masse rocheuse (pseudoendokarsts), ou peuvent prendre la forme de couloirs descendant du toit de la roche mère, remplis par l'altérite résiduelle.
Dans un second temps, une surrection et l'incision des rivières apporte un potentiel hydrodynamique et l'altérite peut être mécaniquement érodée par des circulations fluviatiles  : c'est la formation de grottes «  spéléologiques  »,.

### Faune et flore
L'étude de la faune et de la flore cavernicoles est l'objet de la biospéologie. Cette science s'intéresse principalement aux espèces troglobies vivant exclusivement en cavités souterraines, troglophiles n'y passant qu'une partie de leur vie et trogloxènes dont la présence y est occasionnelle. Concernant les animaux à sang chaud, généralement, les espèces volantes (chauves-souris, oiseaux) les ont plus facilement colonisées. Les grottes (aven-pièges notamment) sont des sites privilégiés pour les paléontologues car ils ont souvent piégé et conservé les ossements d'animaux fossiles. Les peintures rupestres préhistoriques renseignent aussi sur les paléoenvironnements des époques correspondantes. Les grottes marines et sous-marines constituent des biotopes particuliers. Dans de nombreux pays, dont la France, la qualité des habitats naturels de grotte tendent à se dégrader (en France, 68 % seulement sont encore classés favorable, pour 24 % défavorable et 8 % inconnu selon Bensettiti et Puissauve - 2015 - repris par le CCG en 2016).

### Exploitation par l'Homme

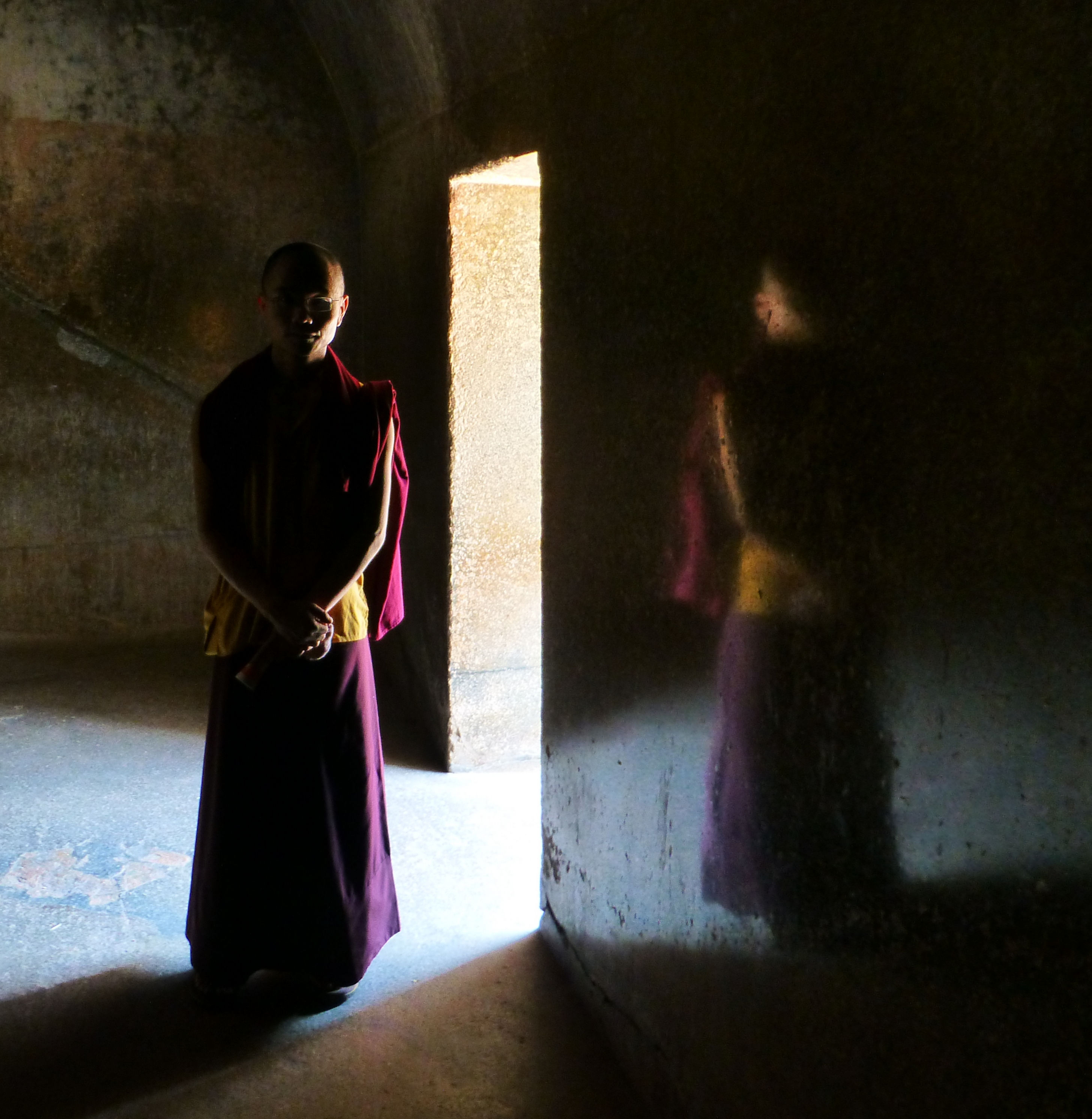
Grotte en granit, dont les parois ont été polies de façon parfaitement plane jusqu'à obtenir un effet miroir. Grotte de Sudama, grottes de Barabar, Inde,

Des groupes d'hommes préhistoriques se sont abrités dans des grottes, y exprimant parfois un art pariétal. Par la suite, certaines grottes ont été aménagées en habitat troglodytique.
Des grottes préhistoriques jusqu'aux interprétations psychanalytiques jungiennes du XXe siècle, en passant par le mythe de la caverne de Platon, les grottes souterraines ou marines se sont vues attribuer des fonctions sociales, initiatiques, religieuses ou symboliques diverses.
Des grottes sanctuaires, généralement bien accessibles et situées près des zones habitées, abritent des objets religieux (par ex. la grotte de Lourdes) et sont parfois assorties de légendes ou croyances diverses. La traduction anglaise appropriée pour ces grottes sanctuaires est grotto.
Il existe de nombreuses grottes naturelles ouvertes au public partout dans le monde. Ces grottes touristiques représentent une activité économique parfois non négligeable : on parle alors de grottes aménagées. Fort prisé des touristes, Crystal Caves, près de St. Georges, aux Bermudes, en est un bon exemple.
En Asie du Sud-Est notamment, des grottes ont servi de cimetière à des générations de familles, abritant les restes parfois momifiés des ancêtres. D'autres sont depuis longtemps exploitées pour le guano des oiseaux et/ou des chauves-souris ainsi que pour les nids d'hirondelles. Des grottes ont aussi servi d'abri à certains brigands et pirates, suscitant de nombreuses histoires de « grotte aux trésors ». Elles ont aussi servi de caches durant les guerres civiles ou les invasions (cf. les muches en Picardie et les souterrains d'Audenarde en Belgique).

### Records
En Europe, la grotte du Hölloch en Suisse est la seconde plus longue grotte connue, après la grotte Optimiste en Ukraine.

## Architecture: les grottes artificielles

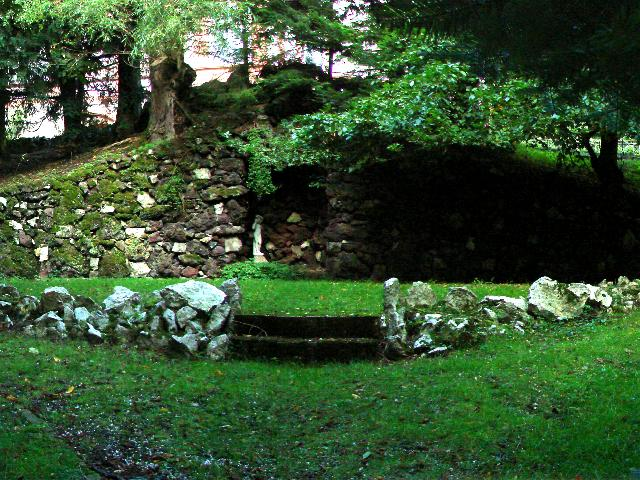
Grotte de l'actuelle, Sinn, Hesse, Allemagne.

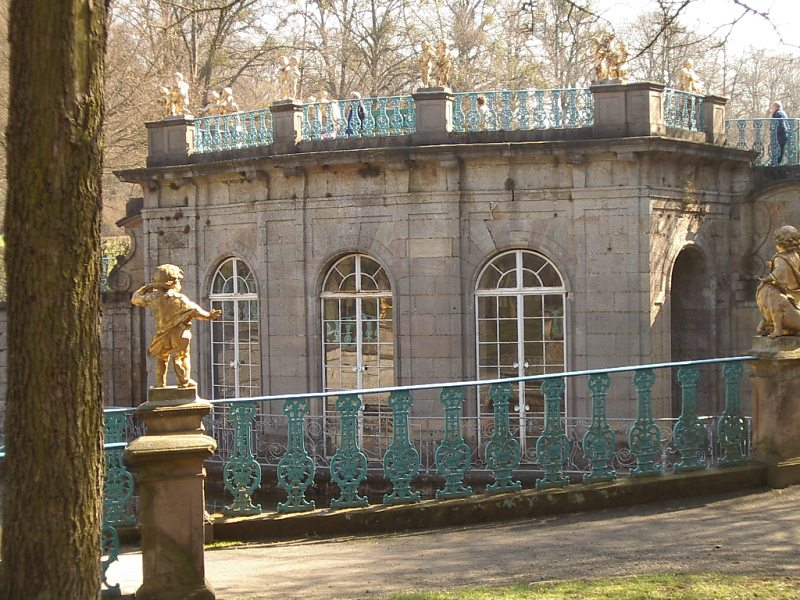
Grotte du parc du château de Wilhelmsthal, Calden, Allemagne.

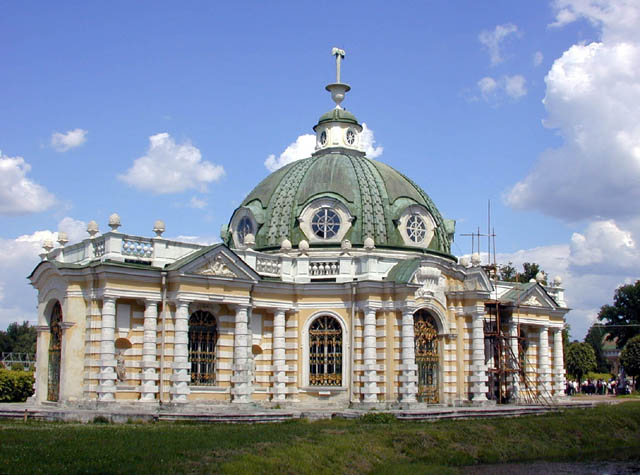
Grotte-pavillon de Kouskovo, Moscou, Russie.

Les grottes artificielles sont des éléments fréquents à travers l'histoire des jardins européens. Dans l'Antiquité, les grottes étaient vénérées comme habitat des divinités et des nymphes ; avec la redécouverte des Anciens, ce type d'édifice a fait l'ornement des jardins princiers d'Italie puis de France vers le milieu du XVIe siècle, devenant l'une des expressions du style maniériste. Vasari donne une typologie des grottes artificielles dans l'introduction des Vies des meilleurs peintres, sculpteurs et architectes (1550).
Deux célèbres grottes subsistent au jardin de Boboli au Palazzo Pitti à Florence, la première conçue par Niccolò Tribolo († 1550), la seconde commencée par Giorgio Vasari et achevée par Bartolomeo Ammannati et Bernardo Buontalenti entre 1583 et 1593. Cette dernière abritait à l'origine les Prisonniers de Michel-Ange. La grotte des jardins de la Villa Castello, près de Florence, aurait été aménagée antérieurement par Tribolo. Toujours près de Florence, la villa de Pratolino possédait de nombreuses grottes, dont celle de Cupidon (toujours visible), équipée de jets d'eau cachés destinés à arroser à l'improviste les hôtes inattentifs. La Fonte della Fata Morgana à Grassina, non loin de Florence, est une fabrique de jardin construite en 1573-1574 sur les immenses terrains de la Villa Il Riposo de Bernardo Vecchietti. Elle est ornée de sculptures dans le style de Jean Bologne. 

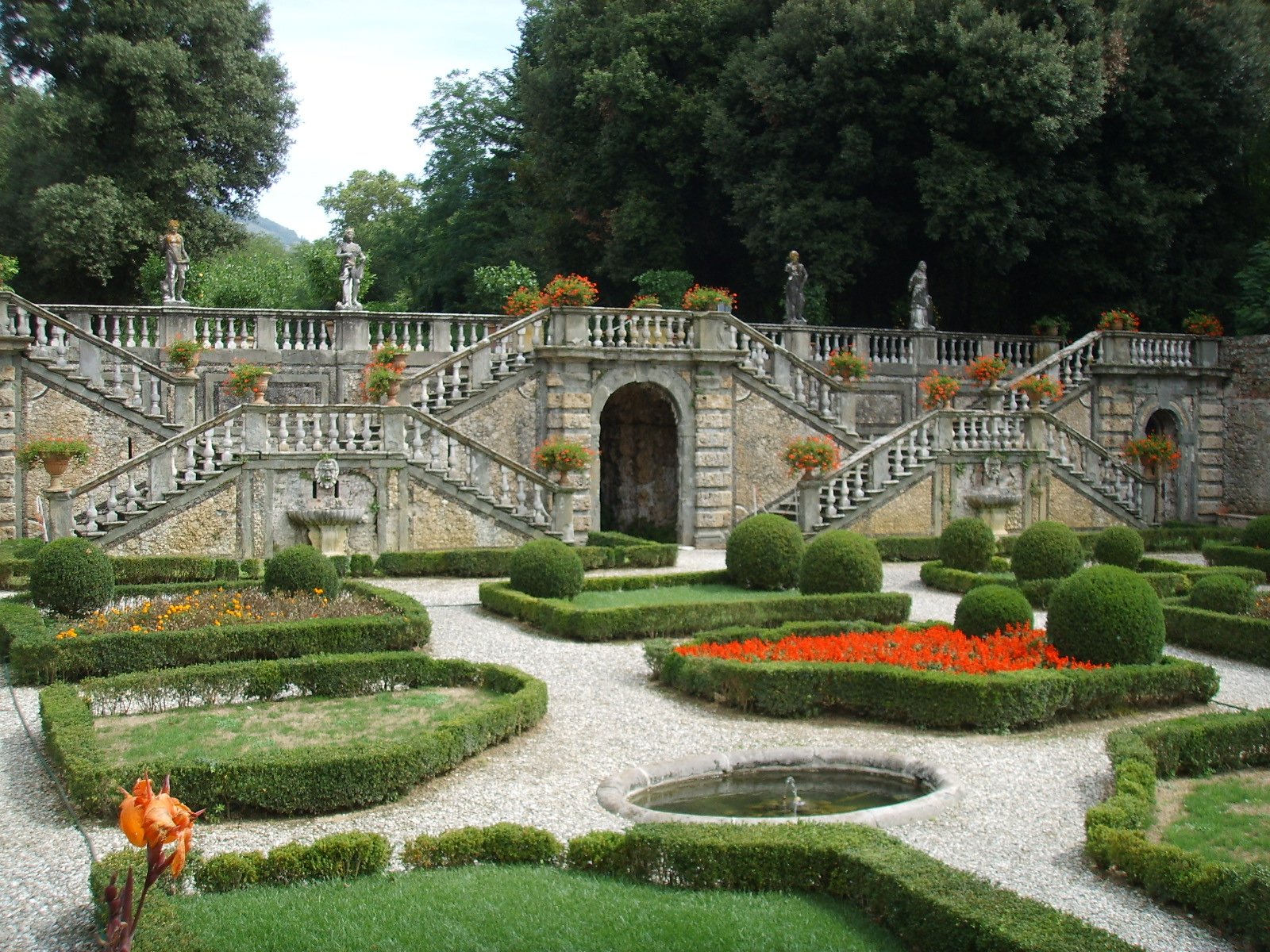
Entrée de la grotte de la, province de Lucques, Toscane, Italie.

Le parement extérieur des grottes artificielles pouvait être architecturé, évoquant un portail rustique ou la façade d'un temple, ou au contraire prendre l'apparence d'un rocher ou d'une corniche rocheuse. On trouvait ordinairement à l'intérieur des fontaines, des concrétions, des stalactites et même des imitations de pierres précieuses et des trompes (parfois en céramique) ; hermès, sirènes et naïades dont les amphores se vidaient dans un bassin, donnaient le ton. Les grottes, fraîches et saturées d'humidité, offraient une retraite appréciable sous le soleil d'Italie, mais elles se prêtèrent aussi bien au climat pluvieux de l'Île-de-France, telle la fameuse grotte de Téthys au château de Versailles, dont on dit parfois qu'elle aurait servi les amours de Louis XIV. Près de Moscou, à Kouskovo, le domaine de Sheremetev comporte une remarquable grotte d'été, aménagée en 1775.
Les grottes pouvaient également être utilisées comme bains : au Palais Te, le Casino della Grotta comporte une loggetta (petite loggia) et une suite de pièces entourant une grotte. Les convives pouvaient s'y changer, avant d'aller se baigner sous la petite cascade tombant sur un sol de galets et de coquillages maçonnés à même le sol et les parois.
Les grottes artificielles étaient des lieux de recueillement privilégiés ; elles ont servi de chapelles ou, comme à la Villa Farnèse de Caprarola, de petit théâtre au décor grotesque. Elles étaient souvent associées à des fontaines en cascade dans les jardins de la Renaissance.
La  grotte  des  Pins, construite vers 1543 sous la conduite de Sebastiano Serlio ou de Primatice au château de Fontainebleau, est l'une des premières grottes artificielles de France. La grotte ou salle des rocailles de la Bastie d'Urfé, qui existe toujours, fut bâtie vers 1550. Le château de Meudon eut son « palais de la Grotte » conçu par Primatice à  partir de 1559, à la voûte peinte et ornée de rocailles. On en possède des descriptions et représentations. Catherine de Médicis fit  créer au moins deux grottes, l'une par Philibert Delorme, en 1557-1558, pour le château de Montceaux ; l'autre, édifiée à partir de 1566, dans le jardin des Tuileries, par Bernard Palissy, fut célèbre en son temps. Palissy a laissé une description très précise de son projet (« …je feray plusieurs bosses à mon rocher, le long dudit fossé, sur lesquelles bosses je mettray plusieurs grenouilles, tortues, chancres, escreuisses, et un grand nombre de coquilles de toutes especes, à fin de mieux imiter les rochers.») Il y a aussi des grottes dans les jardins d'André Le Nôtre à Versailles. La grotte  du château  des Gondi à Noisy-le-Roi (bâtie à partir de 1582) nous est connue notamment par une gravure de Jean Marot (1654). Elle était ornée de « congélations » (stalagmites ou stalactites) et de coquillages. Construite à la fin du XVIIe siècle, la grotte de la nymphée de Viry-Chatillon, au décor de rocailles et coquillages, est toujours visitable (21, rue Maurice-Sabatier).

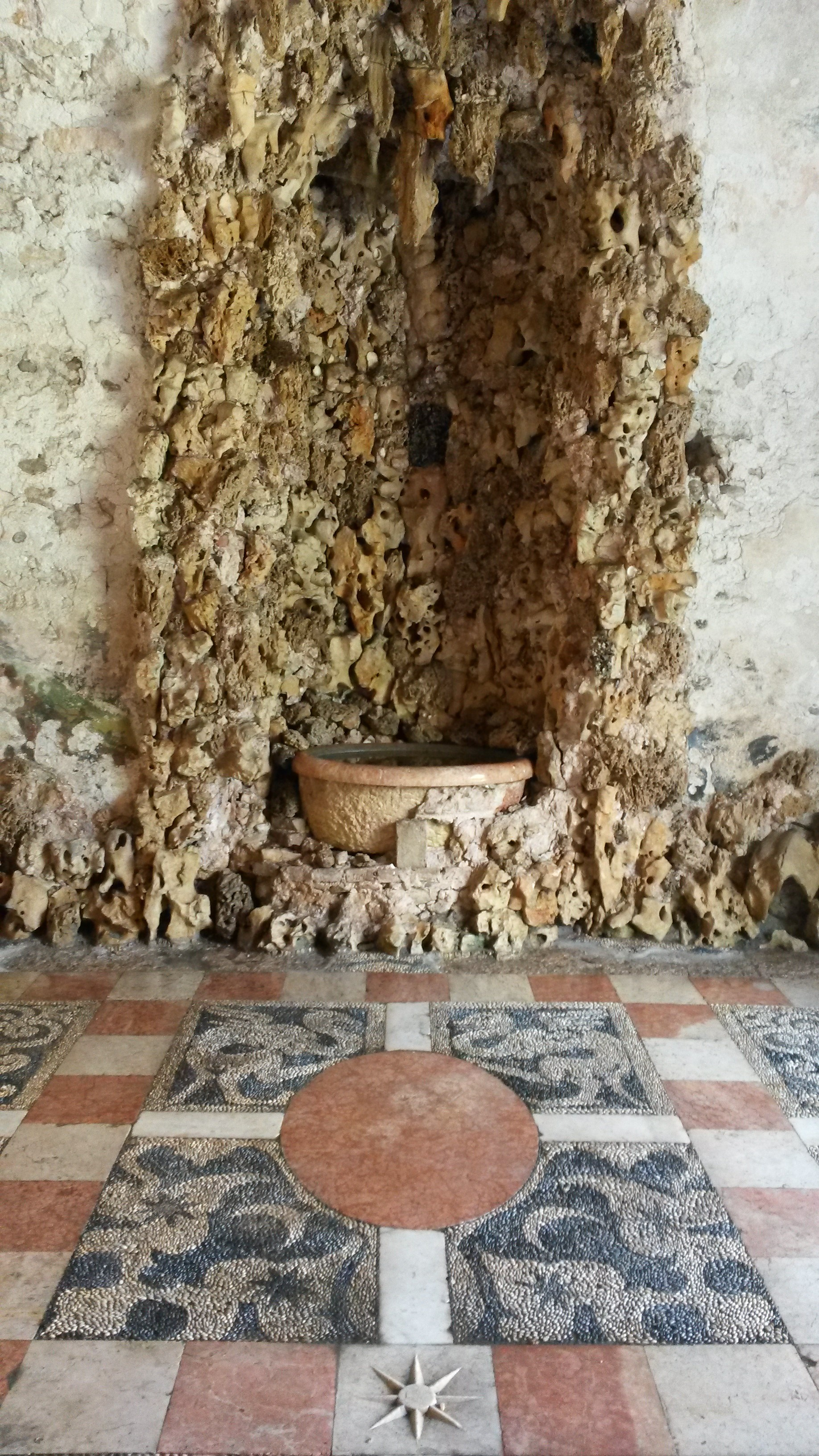
Grotte-Nymphée de la Villa Nichesola-Conforti, Ponton di Sant'Ambrogio di Valpolicella, Vérone, Italie.

Les Nymphées étaient aussi souvent ornés de rocailles et de coquillages : on peut mentionner ceux du Château de Gerbéviller, du Séminaire Saint-Sulpice (1609-15) ; de la Villa  Giulia (ainsi que du Parc de Reynerie et de la Villa d'Este). Celui de Jouy-en-Josas est peut-être une réutilisation de l'ancienne chapelle, dont on voit encore les nervures de la voûte. La Grotte-Nymphée de Villa Nichesola-Conforti (Ponton de Sant'Ambrogio di Valpolicella, Vérone) reprend l'idée ancienne de nymphée et présente des ornements à la fresque et une mosaïque au sol.
En Angleterre, l'une des plus anciennes grottes artificielles est celle de Wilton House, construite dans les années 1630, sans doute par Isaac de Caus.
Construite fin XVIIe siècle, la grotte du Palais Corsini al Parione  fut confiée à Antonio Maria Ferri et décorée par Carlo Marcellini (stucs et incrustations) et les peintres Rinaldo Botti et Alessandro Gherardini.
Au XVIIIe siècle, l'architecture baroque reprit à son compte le thème de la grotte pour aménager les parcs des châteaux, par exemple à Pommersfelden ou au château de Wilhelmsthal. Les grottes se prêtaient aussi aux jardins d'ornement. La grotte d'Alexander Pope à Twickenham fut l'un des cas précoces d'aménagement de jardin paysager en Angleterre,. On trouve des grottes dans les célèbres jardins pittoresques de Painshill Park, de Stowe, de Clandon Park et de Stourhead,,. (en) Hampton Court House (tout près du célèbre palais) possède une grotte aux coquillages depuis le milieu du XVIIIe siècle. La conception en revient à Thomas Wright. Une autre grotte aux coquillages remarquable se trouve à Margate (Kent). Découverte en 1835, on ne sait ni qui l'édifia, ni à quelle époque. La grotte de Scott (Scott's Grotto, à Ware) se présente comme une enfilade de pièces s'enfonçant à 20 m dans les collines crayeuses des faubourgs de Ware, dans le Hertfordshire ; creusée à la fin du XVIIIe siècle, les pièces et le tunnel sont ornés de coquillages, de silex et de verroteries. Et s'il n'était guère aisé aux Romantiques de visiter réellement la grotte de Fingal, dans les  Hébrides, elle imprégnait leur imaginaire, popularisée par l'ouverture « Les Hébrides » de Felix Mendelssohn, plus connue sous le titre de « la Grotte de Fingal ». Au XIXe siècle, avec la vogue des Cervin en miniature et des jardins rocaille, une grotte artificielle n'avait rien de déplacé dans un parc, comme on peut le voir à Ascott House. En Bavière, le Linderhof de Louis II évoque la grotte mythique du Venusberg, à laquelle le Tannhäuser de Wagner fait allusion.
De nombreuses grottes et montagnes artificielles ont également été créées dans les jardins chinois, notamment sous l'influence du taoïsme. Par ailleurs, dans le bouddhisme, les grottes possèdent une grande importance depuis l'Antiquité. Les moines et les nonnes s'y réfugiaient lors de la saison des pluies ; mais elles tenaient lieu également de temples et même de reliquaires. On peut ainsi citer les grottes de Longmen, celles de Mogao et de Yungang en Chine. De même, Ajantâ et Nashik sont des lieux connus en Inde pour leurs cavernes.

## Quelques animaux des grottes

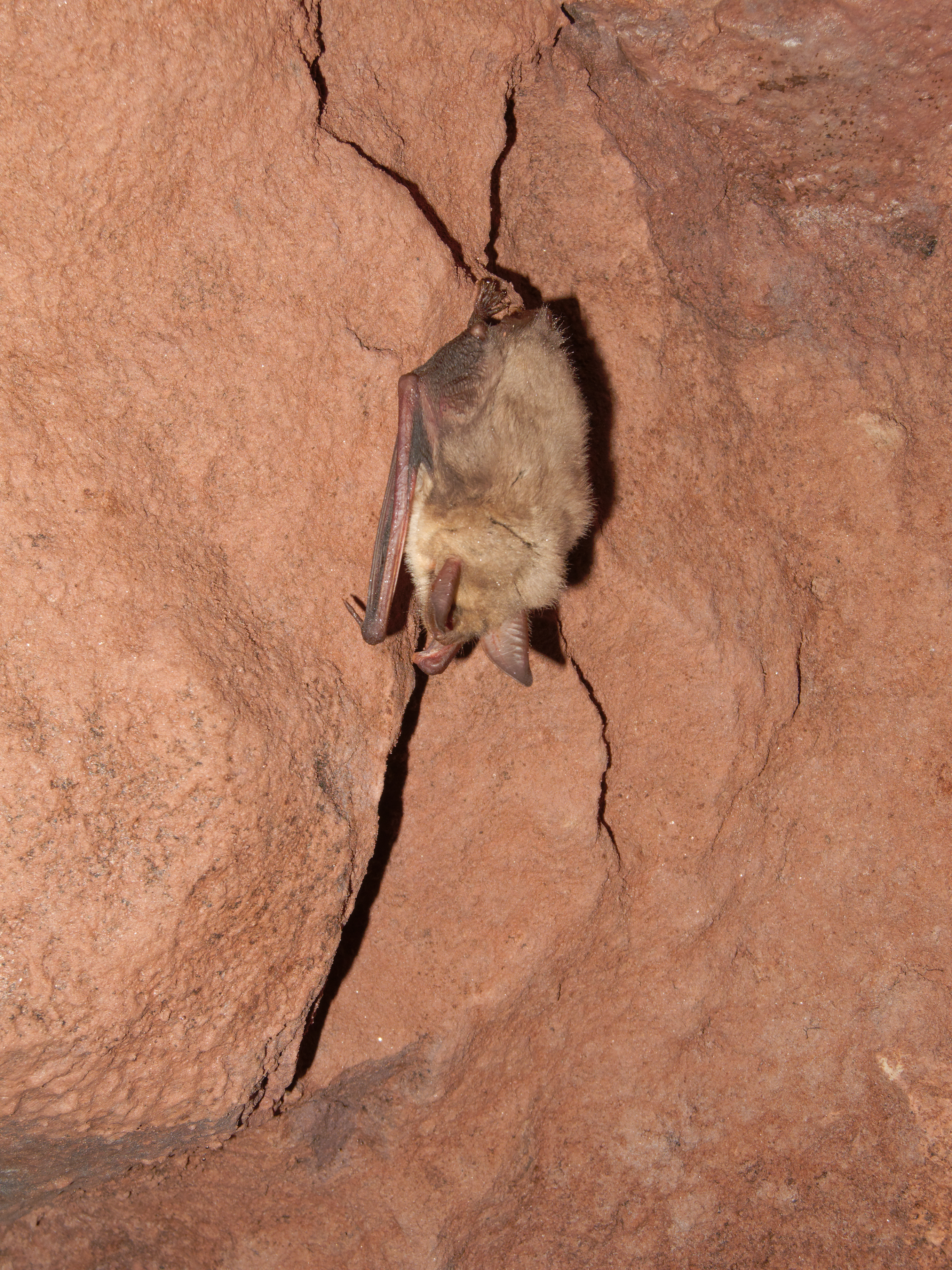
Chauve-souris dans une galerie du fort de Roppe, Territoire de Belfort, France.

### Les chiroptères
Les chauves-souris ou chiroptères sont les seuls mammifères volants, grâce à la transformation de leurs membres antérieurs en ailes. Contrairement à certaines croyances, les chauves-souris ont une assez bonne vue, mais elle est mal adaptée pour voir la nuit. Ces animaux utilisent l'écholocalisation. Les chauves-souris ont une remarquable longévité par rapport aux autres petits mammifères : elle est d'environ 5 ans pour une pipistrelle mais peut atteindre 20 à 30 ans (voire 40 ans) pour d'autres espèces.

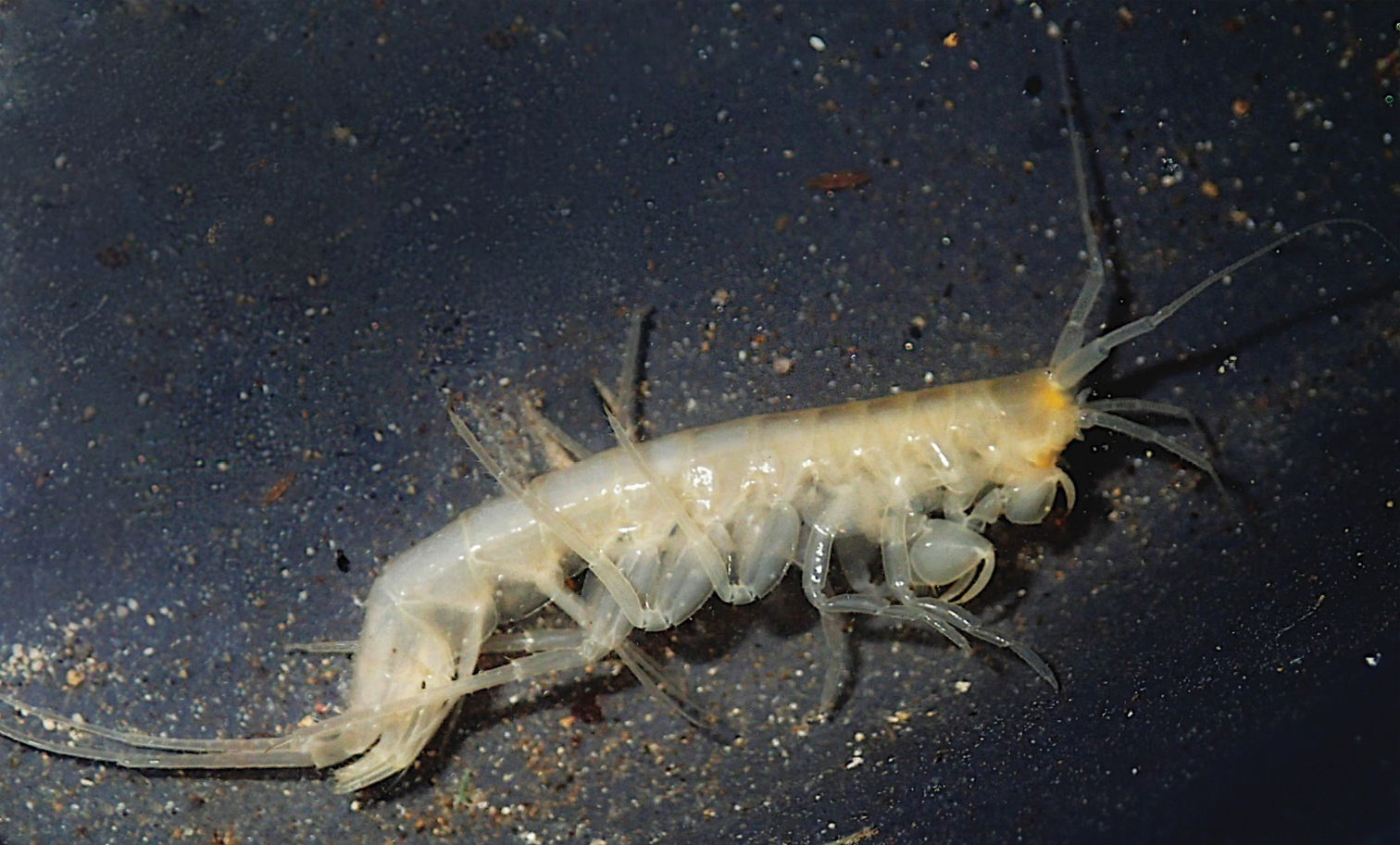
Niphargus.

### Les niphargus
Le Rubicon qui traverse la grotte de Remouchamps héberge des crustacés cavernicoles, dont le type le plus caractéristique est le niphargus. Cette crevette aveugle, d'un blanc translucide, mesure de 1 cm à 3,5 cm. Elle se nourrit d'argile, de proies vivantes ou mortes et de débris végétaux.

### Les protées

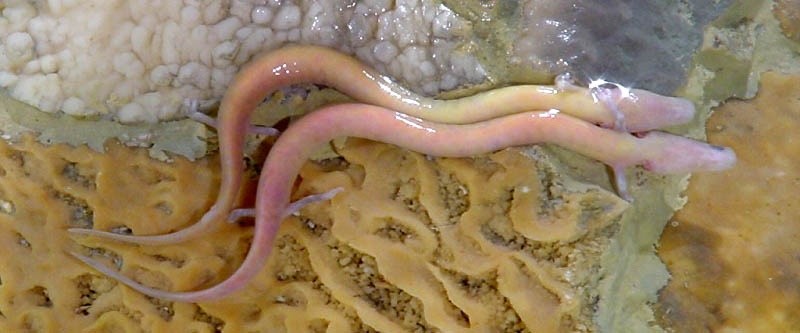
Deux protées dans la grotte de Postojna en Slovénie.

Plus grand prédateur cavernicole, le Protée anguillard est un amphibien mesurant de 20 à 40 cm de long. Il se nourrit de petits gastéropodes, de crabes et d'insectes. Évoluant dans un milieu où peu d'êtres vivants sont présents, le protée peut rester plusieurs années sans manger. Il maintient dans ce cas ses déplacements et ses dépenses d'énergie au minimum. Le protée vit en moyenne une soixantaine d'années. Il a perdu l'usage de la vision mais se repère grâce à ses autres sens. C'est un animal présent sur le flanc oriental de la mer Adriatique, en Italie, en Slovénie, en Hongrie, en Bosnie Herzégovine et dans certaines grottes des Alpes françaises comme celle de Choranche.

## Galerie

Différents aspects de grottes naturelles
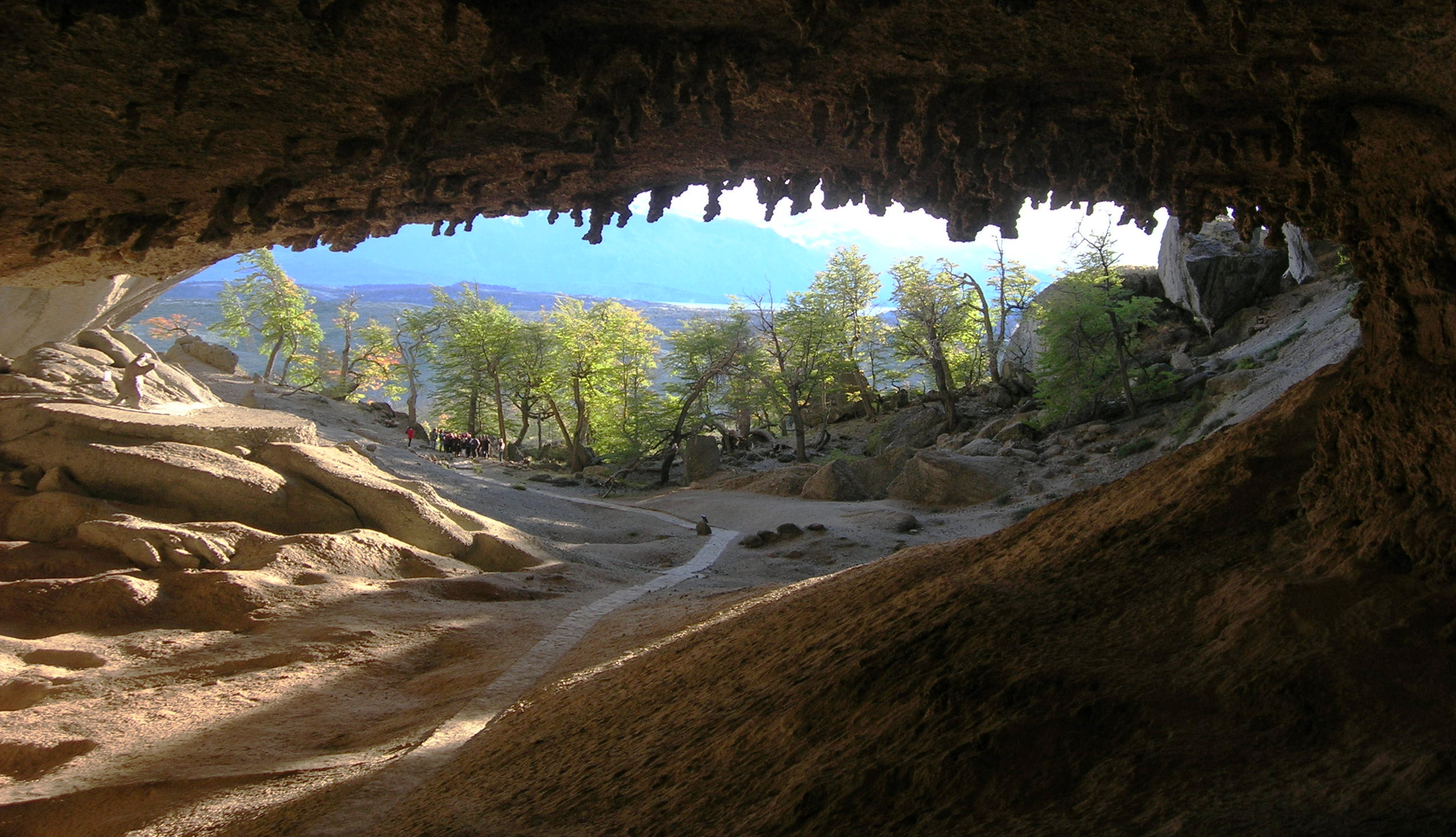
Grotte du Milodón, région de Magallanes et de l'Antarctique chilien, Chili.
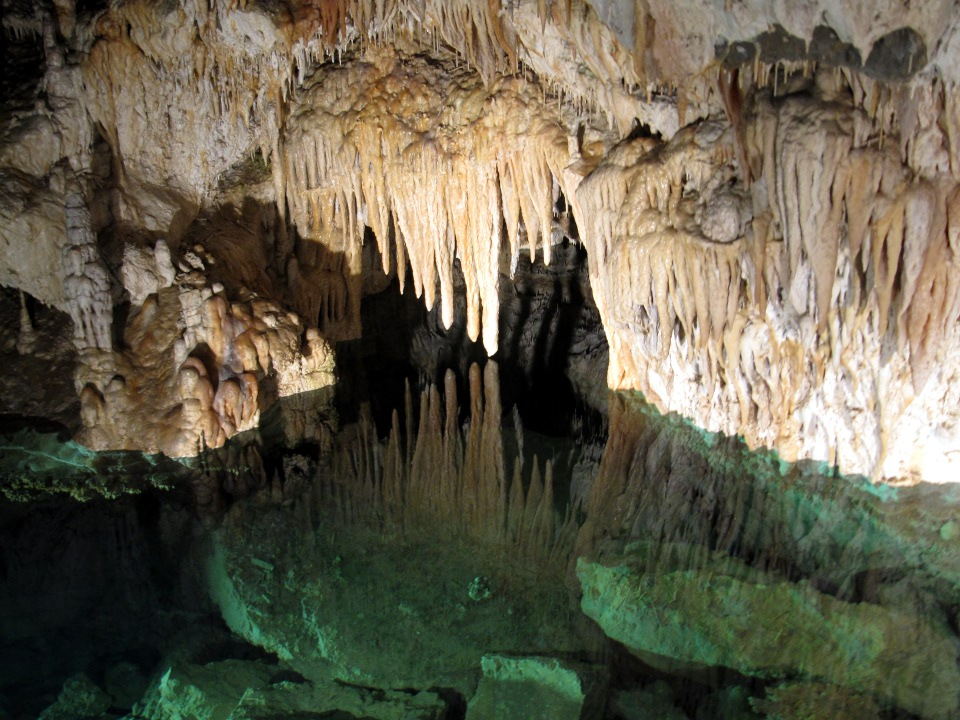
Grotte de la liberté de Demänovská, Slovaquie.
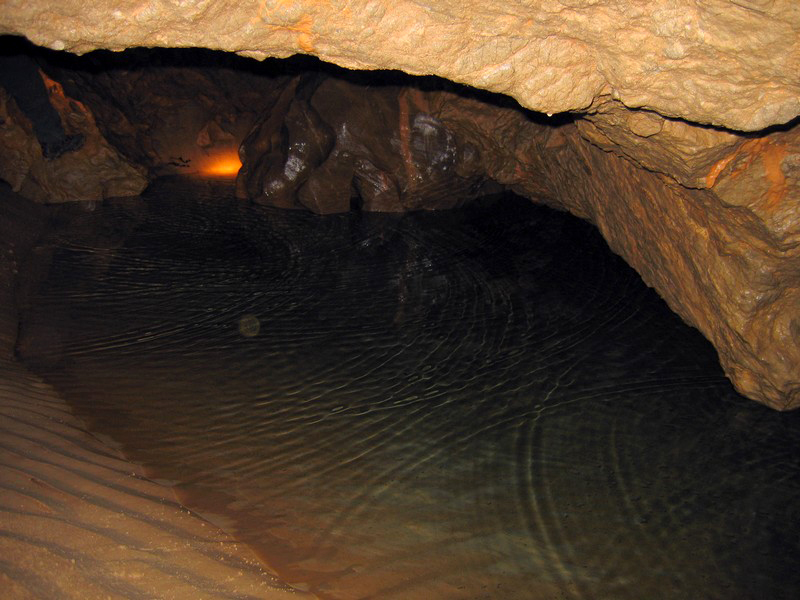
Lac souterrain de la grotte du Sergent, Saint-Guilhem-le-Désert, Hérault, France.

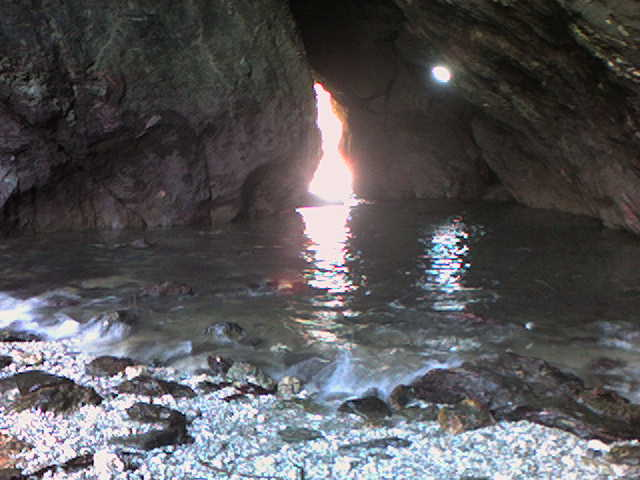
Une plage souterraine à Belle-Île-en-Mer, Morbihan, France.
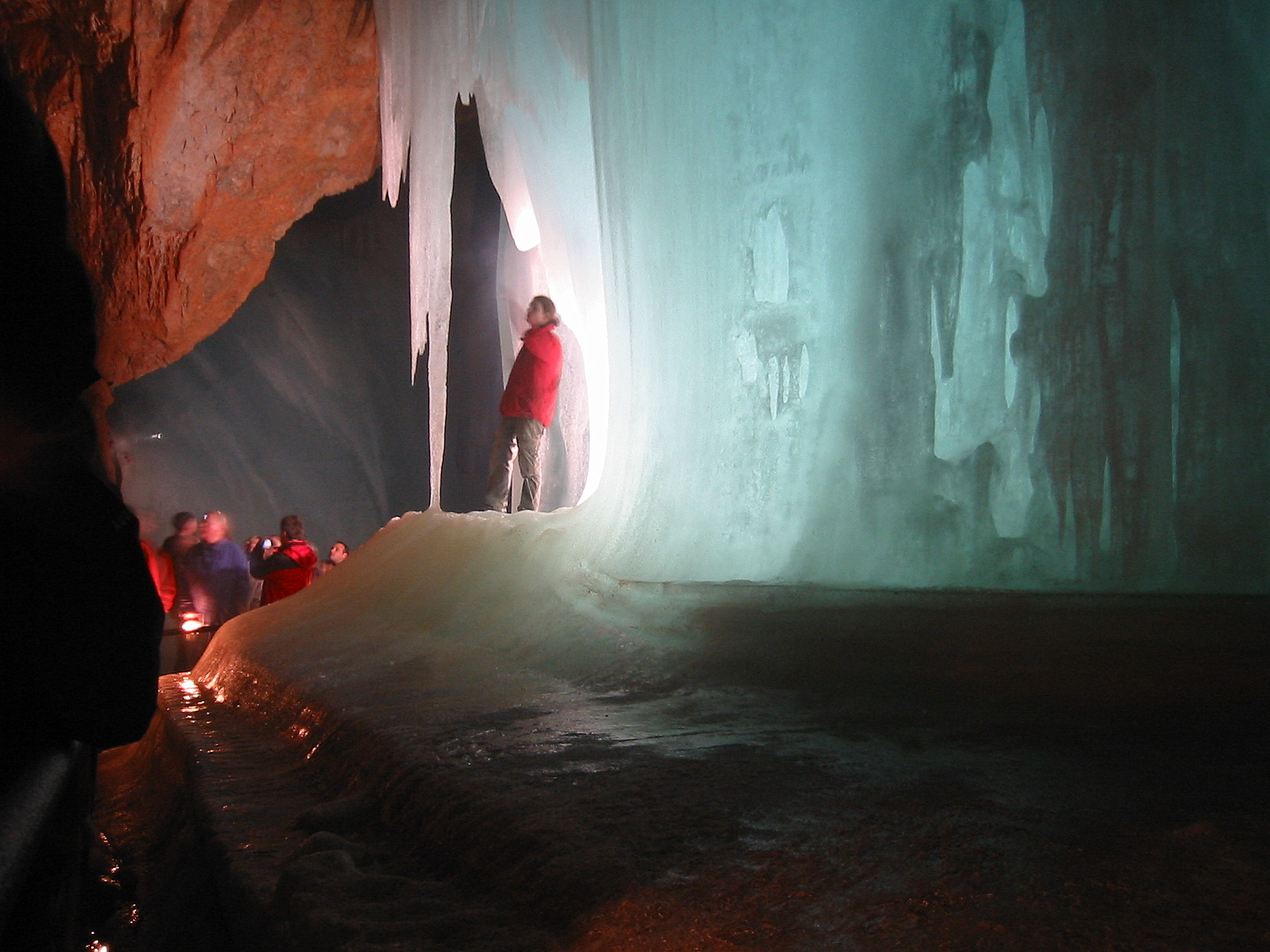
Grotte glacée d'Eisriesenwelt, Salzbourg, Autriche.
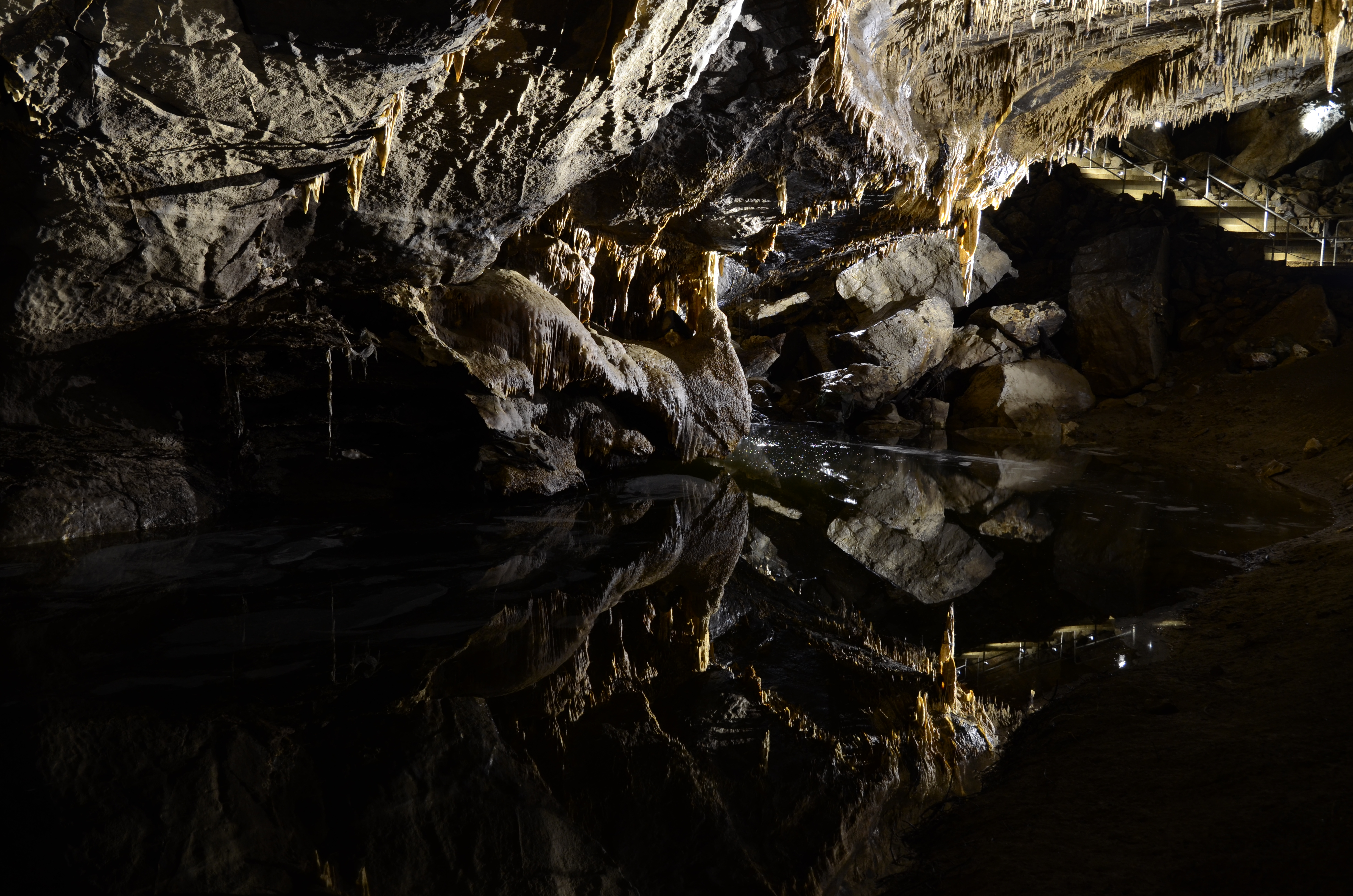
Salle des Draperies, grottes de Han, Belgique.